# Reflexión espacial
La reflexión espacial, también llamada inversión, es un término empleado en física. Describe una reflexión del espacio en la que se reflejan todos los puntos respecto al origen de coordenadas. Esto significa que una posición {\displaystyle {\vec {r}}} se convierte en {\displaystyle -{\vec {r}}}.
En coordenadas cartesianas esto significa que los signos de todas las coordenadas están invertidos, lo que distingue la reflexión espacial de una reflexión especular, como la que se genera mediante un espejo plano (en la que solo se invierte el signo de las coordenadas del vector normal respecto al espejo). La reflexión espacial completa también se obtiene si, después de la reflexión sobre un plano, se ejecuta una rotación de 180° alrededor de la normal. Si también se considera el tiempo como dimensión en relación con el espacio-tiempo, la reflexión espacial solo cambia el signo de las coordenadas espaciales, y el tiempo permanece sin cambios.

## Aplicaciones
En física se distingue en el espacio tridimensional entre vectores polares y vectores axiales (estos últimos también se denominan pseudovectores). Los primeros cambian de signo cuando se reflejan en el espacio, los segundos no. Por ejemplo, la ubicación {\displaystyle {\vec {r}}} y la fuerza {\displaystyle {\vec {F}}} son vectores polares. El par {\displaystyle {\vec {M}}={\vec {r}}\times {\vec {F}}}, por el contrario, es un vector axial (dado que ambos factores del producto en cruz cambian de signo cuando se reflejan en el espacio, el signo del par se conserva).
Cuando un objeto físico se fusiona con su reflexión espacial, se encuentra en un estado de paridad positivo. Sin embargo, los signos se intercambian en elementos como campos de fuerza, oscilaciones, ondas, o vectores de estado en mecánica cuántica, que quedan en un estado de paridad negativa.
De las cuatro interacciones fundamentales de la física, la gravedad, el electromagnetismo y la interacción fuerte son invariantes bajo reflexiones espaciales. Esto significa que los procesos que provocan, después de reflejar el estado inicial, transformarían al mismo tiempo el sistema en cuestión al estado final reflejado. Sin embargo, la interacción débil viola la invariancia especular (véase violación de paridad). Esto fue postulado en 1956 por los físicos Tsung-Dao Lee y Chen Ning Yang y confirmado experimentalmente, entre otros, por Chien-Shiung Wu en la desintegración beta. Sin embargo, las cuatro fuerzas fundamentales son invariantes bajo la simetría CPT extendida (reflexión espacial, inversión del tiempo, inversión de carga o intercambio de partículas y antipartículas).